# Kathleen Blanco
Kathleen Babineaux Blanco (New Iberia, 15 december 1942 - Lafayette, 18 augustus 2019) was gouverneur van Louisiana.
Blanco was vanaf 12 januari 2004 de eerste vrouwelijke gouverneur in de geschiedenis van Louisiana. In de voorafgaande jaren droeg zij zorg voor het Departement voor Cultuur, Recreatie en Toerisme en nam het toerisme met 41% toe. Ook was zij acht jaar Lieutenant Governor.
Zij studeerde Bedrijfskunde aan de Universiteit van Louisiana in Lafayette. Daar behaalde ze een Bachelor of Science. Haar loopbaan begon als ambtenaar in 1984 toen ze gekozen werd in het Huis van Afgevaardigden van de staat Louisiana. Vijf jaar later ging ze werken voor het Commissariaat voor de Publieke Dienstverlening. Tijdens de nasleep van de natuurramp die veroorzaakt werd door de orkaan Katrina, kreeg de gouverneur veel kritiek voor het niet goed regelen van de hulpverlening en slechte communicatie met de speciale nationale rampen-organisatie Federal Emergency Management Agency (FEMA). Zij zou veel te laat zijn geweest met het uitroepen van de noodtoestand waardoor de federale overheid pas in een veel te laat stadium hulp kon bieden.
Ze stelde zich daarom niet beschikbaar voor de gouverneursverkiezingen van 21 oktober 2007, die werden gewonnen door Bobby Jindal. Deze volgde haar op 14 januari 2008 op.
Ze overleed aan kanker op 76-jarige leeftijd.
- Gemeinsame Normdatei: 1173355871
- International Standard Name Identifier: 0000 0000 4414 2087
- Library of Congress Control Number: no2006027901
- SNAC: w6dc8s54
- Virtual International Authority File: 51437906
- WorldCat: E39PBJhhrxgRg9x3X3K6WKFYfq